# Colour Index
Colour Index (C.I.) är en internationell databas över färgämnen och pigment, första gången publicerad 1924. Idag ses den som ett standardverk och uppgavs 2016 lista drygt 34 000 färgämnen och pigment, under drygt 11 000 så kallade Colour Index Generic Names (CIGN). Databasen underhålls av Society of Dyers and Colourists (SDC) och American Association of Textile Chemists and Colorists (AATCC).
I Colour Index ges en unik beteckning till färgämnen och pigment. Tillverkare av dessa ämnen meddelar vad som ingår i produkten och de resulterande egenskaperna avseende kulör och andra tekniska data. Därvid är att lägga märke till, att en och samma kemiska förening kan ge olika resultat avseende kulör i olika tillverkningar, beroende på speciella tillsatser, varierande grad av föroreningar, tillverkningsmetod med mera. Det är också så att olika sammansättning och olika tillverkningsmetoder för två olika produkter kan ge samma färgresultat. Syftet med färgkoderna är att göra varje färgprodukt entydigt identifierbar, oberoende av det namn eller form som produkten saluförs under.

## C.I. Generic Name (CIGN)
Ett Colour Index Generic Name tilldelas ett ämne dels utifrån en klassificering, såsom "Acid" för syrafärgämnen eller "Pigment", dels utifrån en grov indelning efter kulör, till exempel "Yellow" eller "Blue", och till detta läggs ett löpnummer i kronologisk ordning, så att ett senare registrerat ämne i gruppen har ett högre nummer. På så vis har färgämnet fluorescein beteckningen "Acid Yellow 73" (AY73), och pigmentet berlinerblått "Pigment Blue 27" (PB27).
Ämnena får här namn efter hur de används, vilket gör att vissa har mer än ett CIGN. Så har Patentblått V, vilket används både i livsmedel och syrafärg, beteckningarna "Food Blue 5" och "Acid Blue 3".
Ett och samma ämne kan få olika kolonnummer adderade till sitt namn, till exempel beroende på skillnader i kristallstruktur. Ftaloblått med namnet "Pigment Blue 15:1" har en kristallstruktur som ger en blå kulör med rödaktig dragning, medan "Pigment Blue 15:3" anger ftaloblått i en form som istället ger en grönaktigt blå nyans.

## C.I. Constitution Number (CICN)
Varje färgämne och pigment som ingår här får ett nummer, Colour Index Constitution Number (CICN), relaterat till dess kemiska struktur. Till exempel får ämnen i gruppen  "oorganiska pigment" ett nummer inom spannet 77000–77999. Det oorganiska pigmentet berlinerblått har nummer "77510".
Mindre variationer av ett ämne kan listas med endast tillägg av ett kolon och löpnummer. Exempelvis är ftaloblått (kopparftalocyanin) C.I. Pigment Blue 15 (C.I. 71460), medan motsvarande komplex med kobolt i stället för koppar är C.I. Pigment Blue 75 (C.I. 71460:1).
Sedan 1997 får nya ämnen sexsiffriga nummer.
En del av CICN-grupperna i tabellen nedan har ytterligare undergrupper.
| Struktur/grupp            | Nummerområde | Kategori                       |
| ------------------------- | ------------ | ------------------------------ |
| Nitroso                   | 10000–10299  |                                |
| Nitro                     | 10300–10999  | Kategori:Nitroföreningar       |
| Monoazo                   | 11000–19999  | Kategori:Azofärgämnen          |
| Disazo                    | 20000–29999  | Kategori:Azofärgämnen          |
| Triazo                    | 30000–34999  | Kategori:Azofärgämnen          |
| Tetrakisazo               | 35000–35999  | Kategori:Azofärgämnen          |
| Polyazo                   | 36000–36999  | Kategori:Azofärgämnen          |
| Azo                       | 37000–39999  | Kategori:Azofärgämnen          |
| Stilben                   | 40000–40799  |                                |
| Karoten                   | 40800–40999  | Kategori:Karotenoider          |
| Difenylmetan              | 41000–41999  |                                |
| Diaminotrifenylmetan      | 42000–42499  | Kategori:Triarylmetanfärgämnen |
| Triaminotrifenylmetan     | 42500–43499  | Kategori:Triarylmetanfärgämnen |
| Aminohydroxitrifenylmetan | 43500–43799  | Kategori:Triarylmetanfärgämnen |
| Hydroxitrifenylmetan      | 43800–43999  | Kategori:Triarylmetanfärgämnen |
| Difenylnaftylmetan        | 44000–44499  | Kategori:Triarylmetanfärgämnen |
| Diverse triarylmetaner    | 44500–44999  | Kategori:Triarylmetanfärgämnen |
| Fluorener                 | 45000–45299  | Kategori:Xantenfärgämnen       |
| Rodoler                   | 45300–45349  | Kategori:Xantenfärgämnen       |
| Fluoroner                 | 45350–45549  | Kategori:Xantenfärgämnen       |
| Diverse xantener          | 45550–45999  | Kategori:Xantenfärgämnen       |
| Akridin                   | 46000–46999  | Kategori:Akridiner             |
| Kinolin                   | 47000–47999  | Kategori:Kinoliner             |
| Metin                     | 48000–48999  |                                |
| Tiazol                    | 49000–49399  | Kategori:Tiazoler              |
| Indamin                   | 49400–49699  |                                |
| Indofenol                 | 49700–49999  |                                |
| Azin                      | 50000–50499  | Kategori:Aziner                |
| Azaheterocykel            | 50500–50999  |                                |
| Oxazin                    | 51000–51499  | Kategori:Oxaziner              |
| Bensoxazol                | 51500–51999  |                                |
| Tiazin                    | 52000–52999  | Kategori:Tiazinfärgämnen       |
| Svavel                    | 53000–54999  | Kategori:Svavelföreningar      |
| Lakton                    | 55000–55999  | Kategori:Laktoner              |
| Aminoketon                | 56000–56999  |                                |
| Hydroxiketon              | 57000–57999  |                                |
| Antrakinon                | 58000–72999  | Kategori:Antrakinonfärgämnen   |
| Indigoid                  | 73000–73899  | Kategori:Indoliner             |
| Kinakridon                | 73900–73999  | Kategori:Akridiner             |
| Ftalocyanin               | 74000–74999  | Kategori:Ftalocyaniner         |
| Naturliga färgämnen       | 75000–75999  |                                |
| Oxidationsbaser           | 76000–76999  |                                |
| Oorganiska pigment        | 77000–77999  |                                |

## Exempel
| Trivialnamn          | C.I. Generic Name         | C.I. Constitution Number | Färgexempel               |
| -------------------- | ------------------------- | ------------------------ | ------------------------- |
| Anilin               | Oxidation Base 1          | 76000                    | (Färglöst grundtillstånd) |
| Berlinerblått        | Pigment Blue 27           | 77510                    |                           |
| Bismarckbrunt Y      | Basic Brown 1             | 21000                    |                           |
| Fluorescein          | Acid Yellow 73            | 45350                    |                           |
| Gips                 | Pigment White 25          | 77231                    |                           |
| Indigo               | Pigment Blue 66           | 73000                    |                           |
| Kinakridon           | Pigment Violet 19         | 73900 / 46500            |                           |
| Patentblått V, E 131 | Acid Blue 3 / Food Blue 5 | 42051                    |                           |